# Maisoncelle (Ardennes)
Maisoncelle is een plaats in het Franse departement Ardennes in de gemeente Maisoncelle-et-Villers. De plaats maakt deel uit van het arrondissement Sedan.

## Geschiedenis
Maisoncelle was een zelfstandige gemeente tot het in 1828 werd samengevoegd met het aangrenzende Villers-devant-Raucourt.
De gemeente Maisoncelle-et-Villers maakte deel uit van het kanton Raucourt-et-Flaba tot dit op 22 maart 2015 werd opgeheven en de gemeenten werden opgenomen in het kanton Vouziers.